# Communauté de communes d’Aire-sur-l’Adour
Die Communauté de communes d’Aire-sur-l’Adour ist ein französischer Gemeindeverband mit der Rechtsform einer Communauté de communes in den Départements Landes und Gers der Regionen Nouvelle-Aquitaine und Okzitanien. Sie wurde am 21. Dezember 1992 gegründet und umfasst 22 Gemeinden. Der Verwaltungssitz befindet sich im Ort Aire-sur-l’Adour. Die Besonderheit liegt in der Département- und Regions-übergreifenden Struktur der Mitgliedsgemeinden.

## Mitgliedsgemeinden
| Gemeinde                                  | Einwohner 1. Januar 2022 | Fläche km² | Dichte Einw./km² | Code INSEE | Postleitzahl | Region             | Département |
| ----------------------------------------- | ------------------------ | ---------- | ---------------- | ---------- | ------------ | ------------------ | ----------- |
| Aire-sur-l’Adour                          | 6.215                    | 57,78      | 108              | 40001      | 40800        | Nouvelle-Aquitaine | Landes      |
| Arblade-le-Bas                            | 131                      | 7,67       | 17               | 32004      | 32720        | Okzitanien         | Gers        |
| Aurensan                                  | 132                      | 6,33       | 21               | 32017      | 32400        | Okzitanien         | Gers        |
| Bahus-Soubiran                            | 393                      | 14,53      | 27               | 40022      | 40320        | Nouvelle-Aquitaine | Landes      |
| Barcelonne-du-Gers                        | 1.378                    | 20,29      | 68               | 32027      | 32720        | Okzitanien         | Gers        |
| Bernède                                   | 186                      | 8,18       | 23               | 32046      | 32400        | Okzitanien         | Gers        |
| Buanes                                    | 240                      | 6,62       | 36               | 40057      | 40320        | Nouvelle-Aquitaine | Landes      |
| Classun                                   | 246                      | 8,82       | 28               | 40082      | 40320        | Nouvelle-Aquitaine | Landes      |
| Corneillan                                | 156                      | 8,47       | 18               | 32108      | 32400        | Okzitanien         | Gers        |
| Duhort-Bachen                             | 682                      | 34,17      | 20               | 40091      | 40800        | Nouvelle-Aquitaine | Landes      |
| Eugénie-les-Bains                         | 486                      | 11,03      | 44               | 40097      | 40320        | Nouvelle-Aquitaine | Landes      |
| Gée-Rivière                               | 44                       | 2,74       | 16               | 32145      | 32720        | Okzitanien         | Gers        |
| Lannux                                    | 220                      | 12,83      | 17               | 32192      | 32400        | Okzitanien         | Gers        |
| Latrille                                  | 167                      | 6,84       | 24               | 40146      | 40800        | Nouvelle-Aquitaine | Landes      |
| Projan                                    | 182                      | 11,78      | 15               | 32333      | 32400        | Okzitanien         | Gers        |
| Renung                                    | 490                      | 21,95      | 22               | 40240      | 40270        | Nouvelle-Aquitaine | Landes      |
| Saint-Agnet                               | 181                      | 7,80       | 23               | 40247      | 40800        | Nouvelle-Aquitaine | Landes      |
| Saint-Loubouer                            | 441                      | 16,95      | 26               | 40270      | 40320        | Nouvelle-Aquitaine | Landes      |
| Sarron                                    | 105                      | 3,90       | 27               | 40290      | 40800        | Nouvelle-Aquitaine | Landes      |
| Ségos                                     | 248                      | 8,67       | 29               | 32424      | 32400        | Okzitanien         | Gers        |
| Vergoignan                                | 316                      | 10,44      | 30               | 32460      | 32720        | Okzitanien         | Gers        |
| Vielle-Tursan                             | 283                      | 12,81      | 22               | 40325      | 40320        | Nouvelle-Aquitaine | Landes      |
| Communauté de communes d’Aire-sur-l’Adour | 12.922                   | 300,60     | 43               | –          | –            | –                  | –           |